# Милчо Костов
Милчо Костов е известен български учен – юрист и университетски преподавател. 

## Биография
Милчо Костов е роден на 21 ноември 1923 г. Завършва Юридическия факултет на Софийския университет „Св. Климент Охридски“ през 1946 г., а от 1949 (до 1956 г.) е асистент по административно право в същия факултет. По-късно (1956 г.) постъпва като старши научен сътрудник при Българската академия на науките. Именно там развива своята забележителна кариера като учен-изследовател в областта на социалистическото финансово и данъчно право. От 1970 г. е професор по финансово право. След 1990 г. е бил юридически съветник на президента на България и съдия в Конституционния съд.
Почива през 1997 г.

## Научни изследвания
Милчо Костов е автор на 8 книги, 35 студии и 40 статии в научни издания. Негови изследвания са публикувани в Полша, Франция, СССР, ФР Германия и Унгария. Сред най-известните негови трудове са „Финансови правни отношения“ (1979 г.) и „Финансова система и система на финансовоправно регулиране“ (1986 г.) – и двете издания на БАН. В тези две основни научни съчинения Милчо Костов разработва и защитава т. нар. „Правна концепция за финансите“ или „Концепцията на Милчо Костов за финансите“. Заради високата теоретична стойност на своите авторски произведения той е определян от свои последователи като „колос“ в областта на финансовото и данъчното право.